# Gianmario Consonni
Gianmario Consonni (Dalmine, 16 gennaio 1966) è un ex calciatore italiano.

## Carriera
Cresce tra le file dell'Atalanta, con cui esordisce in Serie A a vent'anni. Viene mandato a fare esperienza in Serie C1 prima alla Lucchese e poi al Venezia, per far quindi ritorno a Bergamo.
Durante la stagione in neroazzurro disputa la semifinale di Coppa delle Coppe e conquista la promozione nella massima serie. L'anno successivo non viene confermato, venendo ceduto al Monza.
Comincia allora a cambiare numerose società, tra cui il Barletta, il Monza e la Ternana in C1, dove ottiene la promozione in Serie B nel 1991-1992 e l'immediata retrocessione l'anno successivo. Poi ancora SPAL, Como, Novara ed AlbinoLeffe in Serie C1.
Complessivamente ha giocato 168 partite in Serie B, categoria in cui ha segnato otto reti.

## Palmarès

### Club

#### Competizioni nazionali
- Serie C1: 1

Ternana: 1991-1992
- Coppa Italia Serie C: 1

Monza: 1990-1991